# Reaction Engines
La Reaction Engines Limited (REL) è una azienda britannica basata nell'Oxfordshire attiva nel settore aerospaziale.

## Storia
La Reaction Engines venne fondata nel 1989 da Alan Bond (capo progettista del Progetto Daedalus), Richard Varvill e John Scott-Scott che avevano lavorato allo studio del motore RB545 della Rolls-Royce.
L'azienda si occupa di ricerca nel campo della propulsione spaziale nell'ambito dello sviluppo dello spazioplano riutilizzabile Skylon. I tre fondatori avevano precedentemente lavorato insieme al progetto HOTOL, che, a causa di importanti ostacoli tecnologici, fu cancellato nel 1988. In aggiunta ai 60 milioni di sterline già assegnati, il governo britannico conta di stanziare 35 milioni nel biennio 2014-15 ed ulteriori 25 milioni tra il 2015 ed il 2016.

## Progetti in corso
Sono in fase di sviluppo presso la Reaction Engines diversi progetti riguardanti innovative tecnologie aerospaziali. Oltre allo Skylon e ai suoi motori a ciclo ibrido SABRE è in fase di progettazione preliminare dal 2008 anche l'A2, un aereo di linea ipersonico commissionato dall'Agenzia Spaziale Europea nell'ambito del progetto LAPCAT.